# Succhiello

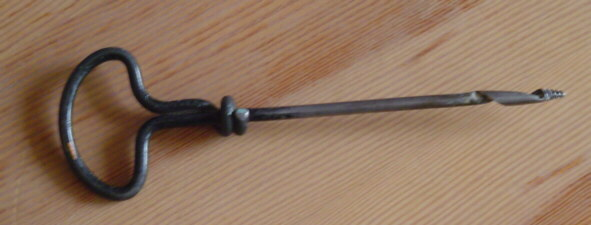
Un succhiello ricavato da un unico filo di acciaio.

Il succhièllo (chiamato anche trivellino) è un piccolo utensile manuale utilizzato in falegnameria, che permette di praticare dei piccoli fori nel legno senza ricorrere all'ausilio di un trapano.

## Caratteristiche
Un succhiello è costituito da:
- un'impugnatura che serve per imprimere il moto di rotazione necessario per far penetrare la punta nel legno
- un gambo di metallo che costituisce il corpo dell'utensile
- una punta conica fornita di un tagliente elicoidale a passo crescente verso il gambo

L'attrezzo ha una lunghezza di 10-15 centimetri ed il corpo e la punta di diametri diversi a seconda della grandezza del foro da ottenere. Il suo utilizzo produce dei fori conici adatti ad accogliere le normali viti da legno.
Il succhiello di Presler è un tipo particolare che viene utilizzato per prelevare campioni di legno dai tronchi d'albero.